# 16. век
16. век је почео 1. јануара 1501. и завршио се 31. децембра 1600.

## Култура
- Протестантска реформација
- Италијански ратови
- Španska kolonizacija Amerike
- Шпанска армада

## Српски културни простори

### Личности
Види такође: космолошка доба, геолошки еони, геолошке ере, геолошка доба, геолошке епохе, развој човека, миленији, векови године, дани